# Rainbow Sessions
De Rainbow Sessions is een muziekalbum van de Noorse schrijver en pianist Ketil Bjørnstad. De opnamen zijn gemaakt in het kader van de vernieuwing van de Rainbow Studio in Oslo, Noorwegen. Bjørnstadt heeft in het verleden al een aantal albums opgenomen in die studio. Met Jan Erik Kongshaug heeft hij er voor kunnen zorgen dat hij degene was die de “oude” studio uitluidde en de nieuwe inwijdde. Een paar maanden na de oplevering was ook een nieuwe Steinway-piano, type D geplaatst; ook die mocht hij inwijden. De Rainbow Sessions bestaan uit 3 CD’s. De muziek kan omschreven worden als rustige jazz (zijn eigen werken) voor piano, maar ook een enkel pianostuk uit de klassieke muziek ontbreekt niet.

## Composities
1. CD1 The Long Farewell (Final Rainbow Session)
  1. Arioso dolente
  2. Lucian
  3. Hymn for Ichanne
  4. Departure
  5. The wake
  6. The silhouetts
  7. In the bleak midwinter (Harold Edwind Darken)
  8. Kali
  9. The child
  10. Prelude nr. 1
  11. The letter
  12. The curtain
  13. Fragment
  14. Spring breeze (Deng Yu-Hsian (1906-1944))
  15. Fanny Xiang (the sleeping child)

1. CD2 The Rainbow (first new Rainbow Session)
  1. Fanny Xiang (the sleeping child)
  2. Undercurrent
  3. The Rainbow
  4. In the night, midwinter
  5. The orphan child
  6. Icon
  7. The source (Haldan Kjerulf)
  8. The grave, the oracle
  9. Psalm
  10. Places, people, moments and years;
  11. Song for a mother
  12. The day descending
  13. Twelve, zero
  14. The unknown
  15. The ocean line
  16. Past
  17. The sudden moment
  18. Solace (rainbow version)

1. CD3 The Way Through The Woods (The new Steinway Rainbow Session)
  1. Solace (the way through the woods version)
  2. The secret
  3. The blue room in Vika
  4. The day after
  5. Libidel’s song before the mirror
  6. By the fjord
  7. The way through the woods
  8. Johannes Brahms:Intermezzo opus 118 nr. 2
  9. Barcarole
  10. I’ve never sailed the Amazon
  11. The white hotel
  12. The birth
  13. The first night
  14. The change
  15. Nocturne
  16. The old story
  17. Blue man.

CD1 opgenomen op 23 juni 2004; CD2 9 augustus 2004; CD3 20 december 2004. Alle opname verzorgd door geluidstechnicus Jan Erik Kongshaug.

## Trivia
- het is het 43e album van Bjørnstad;
- al eerder is er een album onder deze naam verschenen, met dezelfde titel; niet meer verkrijgbaar.